# Hoplia koreana
Hoplia koreana är en skalbaggsart som beskrevs av Moser 1920. Hoplia koreana ingår i släktet Hoplia och familjen Melolonthidae. Inga underarter finns listade i Catalogue of Life.